# Лофур жовтохвостий
Лофур жовтохвостий (Lophura erythrophthalma) — вид куроподібних птахів родини фазанових (Phasianidae). Поширений в Південно-Східній Азії.

## Поширення
Лофур жовтохвостий трапляється на Малазійському півострові та на острові Суматра в Індонезії. Існує лише кілька записів із Суматри, головним чином із провінцій Ріау та Джамбі. Мешкає в первинних і добре відновлених, закритих, вічнозелених рівнинних лісах нижче 300 м. Вид може мати деяку толерантність до деяких вибіркових рубок.